# GPV International
GPV International A/S (oder kurz: GPV) ist ein EMS-Dienstleister (Electronic Manufacturing Services) mit Hauptsitz in Vejle, Dänemark.
GPV ist einer der größten 10 EMS-Dienstleister in Europa und beschäftigt rund 4000 Mitarbeiter. Die Firmengruppe verfügt über Niederlassungen in Europa (Dänemark, Deutschland, Österreich, Schweiz, Slowakei), Amerika (Mexiko) und Asien (China, Sri Lanka, Thailand).
Im Juni 2022 wurde eine Fusion des Unternehmens mit Enics bekannt gegeben. Es wird ein neues Unternehmen gegründet und der Sitz diese Unternehmens wird in Vejle, Dänemark bleiben. Schouw & Co. wird 80 % an diesem Unternehmen halten, Ahlström Capital 20 %.

## Tätigkeitsgebiet
Die GPV Gruppe ist ein Dienstleister für die Systemintegration für europäische, amerikanische und asiatische OEMs. Produziert werden dabei Lösungen für Branchen wie Cleantech, Industrie, Medizintechnik & Transportwesen. 

## Dienstleistungen
Dienstleistungen: Produkte-Konzeption, Entwicklung, Supply Chain Management, Produktion und After-Sales-Service.

## Geschichte
GPV International hieß ursprünglich Glostrup Pladevaerksted und wurde später in GPV Industri A/S umbenannt. GPV Industri A/S wurde 1986 erstmals an der Börse notiert und erwarb bis 2005 mehrere Unternehmen, bevor sie 2009 Konkurs ging. Das Unternehmen wurde unter dem heutigen Namen GPV International A/S neu gegründet.
GPV International erhielt im Jahr 2016 einen neuen Besitz, als das Unternehmen vom Industriekonzern Schouw & Co. gekauft wurde.
Zum Zeitpunkt der Übernahme hatte GPV seinen Hauptsitz und seine Produktion in Dänemark sowie Produktionsstätten in Thailand. Im Mai 2016 beschloss GPV eine Produktionsstätte in der zweitgrößten Stadt Mexikos, Guadalajara, zu errichten.
Im März 2017 wurde das in DK-Horsens ansässige EMS-Unternehmen BHE A/S (vormals Bent Hede Elektronik) erworben.
Zu Beginn des Jahres 2019 erwarb GPV den Schweizer Mitbewerber CCS, was zu einem Gesamtumsatz von DKK 2,6 Mrd. führt. 

## Standorte
Europa:
- Dänemark: Vejle, Tarm, Aars
- Deutschland: Aichach, Hildesheim, Sexau
- Österreich: Frankenmarkt, Rottenmann
- Schweiz: Lachen, Lyss, Mendrisio
- Slowakei: Hlohovec

Asien
- China: Zhongshan, Hong Kong
- Sri Lanka: Kochchikade
- Thailand: Bangkok

Nord-Amerika
- Mexiko: Guadalajara

## Meilensteine
- 1961: Knud W. Hansen gründet die Firma "Glostrup Plade Vaerksted"
- 1979: Produktionsstätte in Tarm eröffnet
- 1986: GPV Industri A/S ist an der Börse notiert
- 1990: Davidson & Dühring akquiriert
- 1995: Elbau Contracting Manufacturing und Lyngsoe Manufacturing akquiriert
- 1998: Sieker Print, Danprint und Nordplast akquiriert
- 1999: Produktionsstätten in Bangkok, Thailand, eröffnet
- 2000: Esko-Graphics, Schweiz und Dänemark akquiriert
- 2002: ABB Betriebsstätten in Skien, Norwegen, akquiriert
- 2003: Chemitalic und Printca akquiriert
- 2005: Produktionsstätten in Suzhou, China, eröffnet
- 2009: Am 22. Juni meldet GPV Industri A/S den Konkurs an
- 2009: GPV International A/S wird neue Dachgesellschaft
- 2011: Produktionsstätte in der Schweiz wird verkauft
- 2011: Produktionsstätte in Glostrup wird geschlossen
- 2013: Neue mechanische Werkstätte in Thailand eröffnet
- 2015: Neue Elektronikproduktion in Thailand eröffnet
- 2016: Schouw & Co akquiriert GPV International A/S
- 2016: Produktionsstätte in Mexiko wird eröffnet
- 2017: BHE akquiriert
- 2019: Akquise der Schweizer CCS-Gruppe